# Rueil-la-Gadelière
Rueil-la-Gadelière település Franciaországban, Eure-et-Loir megyében. Lakosainak száma 469 fő (2022. január 1.). Rueil-la-Gadelière Beauche, Montigny-sur-Avre és Fessanvilliers-Mattanvilliers községekkel határos.

## Népesség
A település népessége az elmúlt években az alábbi módon változott:
| Lakosok száma | 311  | 406  | 455  | 453  | 544  | 521  | 507  | 498  | 489  | 469  |
|               | 1968 | 1982 | 1990 | 2006 | 2013 | 2015 | 2017 | 2019 | 2020 | 2022 |